# Pax Nicephori
La Pax Nicephori fue un tratado de paz firmado en el año 803 entre los dos emperadores de Europa: Carlomagno en el Oeste y Nicéforo I en el Este. Aunque Nicéforo se negó a reconocer el título imperial de Carlomagno, los imperios estuvieron de acuerdo sobre la posesión del territorio italiano en disputa, esto es, la provincia de Venetia. El tratado fue ventajoso para los venecianos y garantizó la soberanía bizantina sobre ellos; sin embargo, al año siguiente, los venecianos transfirieron su fidelidad a los francos y estalló una guerra entre los dos imperios que duró hasta el año 810. En el 811, el tratado entró nuevamente en vigencia y Miguel I Rangabé incluso reconoció el título imperial de Carlomagno. A pesar de ello, no fue hasta tres años más tarde (después de la muerte de Carlomagno en 814), que el tratado fue nuevamente ratificado con algunas enmiendas que fueron incluso más ventajosas para Venecia y la convirtieron en efecto en un ente político independiente.